# Sh2-139
Sh2-139 è una nebulosa a emissione visibile nella costellazione di Cefeo.
Si individua nella parte centrale della costellazione, poco a sudest della stella δ Cephei; il periodo più indicato per la sua osservazione nel cielo serale ricade fra i mesi di luglio e dicembre ed è notevolmente facilitata per osservatori posti nelle regioni dell'emisfero boreale terrestre, dove si presenta circumpolare fino alle regioni temperate calde.
Si tratta di una nebulosa poco conosciuta e studiata, situata sul Braccio di Perseo alla distanza di almeno 3300 parsec (oltre 10700 anni luce). Nella sua direzione sono state osservate tre sorgenti di radiazione infrarossa individuate dall'IRAS e una radiosorgente, catalogata come KR 55; si tratta di indizi che fanno presupporre che al suo interno siano attivi fenomeni di formazione stellare.